# Paesi Bassi austriaci
I Paesi Bassi austriaci (in tedesco: Österreichische Niederlande; in olandese: Oostenrijkse Nederlanden; in latino: Belgium Austriacum; chiamato anche Belgio Austriaco oppure Paesi Bassi meridionali) furono lo Stato residuo della Provincia Borgognona dal 1714 al 1795. Lo Stato ebbe inizio con l'acquisizione del territorio da parte della Monarchia asburgica sulla base del Trattato di Rastatt nel 1714 e perdurò sino alla sua annessione dopo la battaglia di Sprimont nel 1794 e la pace di Basilea nel 1795. L'Austria, ad ogni modo, non rinunciò alle proprie pretese sulla provincia sino al Trattato di Campoformio del 1797. I Paesi Bassi austriaci erano un territorio discontinuo che comprendeva l'area dell'attuale Belgio occidentale e gran parte del Lussemburgo, divisi dal Principato vescovile di Liegi. Le lingue dominanti erano il tedesco (tra cui il lussemburghese), l'olandese (tra cui il fiammingo) e il francese, assieme a minoranze piccarde e vallone.

## Storia

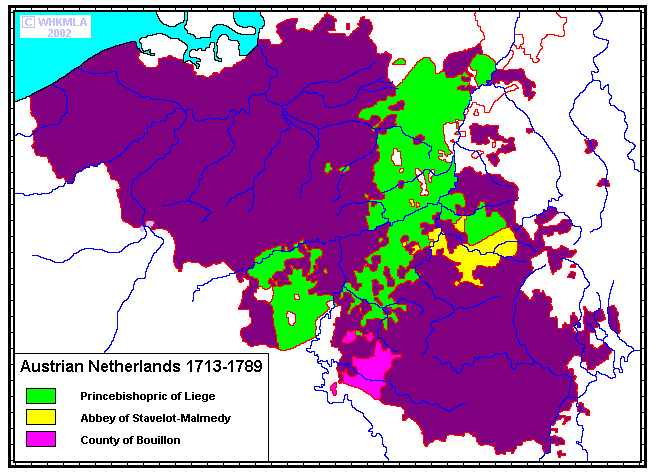
Mappa dei Paesi Bassi austriaci, divisi dal Principato vescovile di Liegi.

Sulla base del Trattato di Rastatt (1714) che seguì la guerra di successione spagnola, le porzioni sopravvissute dei Paesi Bassi spagnoli vennero cedute all'Austria.
Gli Austriaci mantennero le loro fortezze sul confine (le Fortezze della Barriera) dove, sulla base del trattato stesso, erano alloggiate truppe olandesi. L'area, infatti, era stata ceduta all'Austria in gran parte per l'insistenza di inglesi e olandesi dal momento che queste due potenze insieme temevano un potenziale dominio francese sull'area. A ogni modo l'Austria stessa generalmente aveva poco interesse nella regione.
Carlo VI tra le prime azioni del suo nuovo governo nell'area, tentò di utilizzare i Paesi Bassi austriaci per competere coi commercianti inglesi ed olandesi in un'impresa nota col nome di Compagnia di Ostenda, ma senza il successo sperato.
Governato tramite patenti imperiali, la politica estera degli Asburgo era quella di scambiare i Paesi Bassi austriaci con la Baviera, fatto che avrebbe consentito all'Austria di fortificare la propria posizione a sud. Nel Trattato di Versailles del 1757, l'Austria si accordò per la creazione di un vero e proprio stato indipendente amministrato dal duca Filippo I di Parma in cambio dell'aiuto della Francia nel recupero della preziosa regione mineraria della Slesia in una guerra contro i prussiani. Ad ogni modo, l'accordo venne revocato con il Trattato di Versailles del 1758 ed il governo austriaco nell'area proseguì per altri decenni.

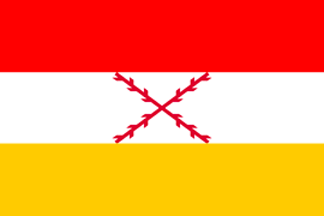
Vessillo navale fiammingo del 18º secolo

Nel 1784, l'imperatore Giuseppe II fu il primo sovrano ad occuparsi attivamente della politica dei Paesi Bassi austriaci, raccogliendo l'astio dei mercanti di Anversa le cui azioni commerciali erano state compromesse dalla chiusura della Schelda, e pertanto chiese alla Repubblica delle Sette Province Unite di riaprire la navigazione del corso d'acqua. Le istanze dell'imperatore, ad ogni modo, apparvero da subito tutt'altro che solo indirizzate al benessere dei suoi sudditi nell'area, ma piuttosto ad un espansionismo militare oltre i confini dei Paesi Bassi austriaci e ne derivò la cosiddetta "Guerra della marmitta". Anche se Giuseppe II si assicurò col Trattato di Fontainebleau del 1785 che i Paesi Bassi del sud avrebbero ottenuto dall'Olanda la riapertura della Schelda, questo scontro abbassò ulteriormente la sua popolarità e quella del governo austriaco nell'area, aprendo nuovi scenari di politica interna.

### La Rivoluzione del Brabante
Negli anni '80 del Settecento,  dopo un tentativo di scambiare la provincia con la Baviera, strategicamente assai più importante, in quanto direttamente collegata con i possedimenti ereditari asburgici in Austria e Boemia, iniziò ad inasprirsi la locale opposizione alle riforme liberali volute da Giuseppe II, percepite localmente come un attacco alla chiesa cattolica ed alle istituzioni tradizionali dei Paesi Bassi austriaci. La resistenza, focalizzata nei ricchi e semi-autonomi stati del Brabante e delle Fiandre, crebbe sempre più. Nelle successive rivolte, note come Piccola Rivoluzione, nel 1787, molti oppositori al regime austriaco si rifugiarono nella vicina Repubblica delle Sette Province Unite dove formarono un esercito. Poco dopo lo scoppio delle rivoluzioni in Francia ed a Liegi, gli émigré attraversarono con la loro armata i Paesi Bassi austriaci e sconfissero gli austriaci nella Battaglia di Turnhout nell'ottobre del 1789. I ribelli, supportati dalla popolazione, presero ben presto il controllo dell'area e ne proclamarono l'indipendenza. Malgrado il supporto tattico del Regno di Prussia e degli Stati Belgi Uniti (fondati nel 1790), la repubblica non ottenne il riconoscimento internazionale voluto. I Vonckisti, guidati da Jan Frans Vonck, avvocato progressista, e gli Statisti, guidati da Hendrik Van der Noot, più conservatore e supportato dalla chiesa, iniziarono a confrontarsi sul piano della politica interna, dividendo il paese. Gli Statisti, che godevano di maggior sostegno, riuscirono ad esiliare i loro avversari.
Dalla metà del 1790, l'Austria asburgica pose fine alla sua guerra con l'Impero ottomano e si preparò a reprimere i ribelli. Il nuovo imperatore Leopoldo II, anch'egli liberale, propose un'amnistia per tutti i ribelli in cambio della loro resa. Dopo aver sconfitto l'esercito degli Statisti nella Battaglia di Falmagne, il territorio dei rivoluzionari venne recuperato dalle autorità austriache nel dicembre di quello stesso anno. Gli austriaci ristabilirono il governo dei Paesi Bassi austriaci per breve tempo in quanto poi il territorio sarà conquistato dalla Francia durante le Guerre rivoluzionarie francesi.

### Governo francese
Nel 1794, le armate rivoluzionarie francesi annetterono i Paesi Bassi austriaci e li integrarono alla Prima Repubblica francese. La frangia di resistenza venne rappresentata dai Flaminganti, un movimento organizzato dal clero cattolico locale. Dopo tre mesi di occupazione militare pura, il 15 venne installata un'Administration centrale et supérieure de la Belgique. Il 1º ottobre vennero attivati i dipartimenti e avviata la definitiva annessione liquidando il consiglio di governo belga, cessato il 22 novembre. Il commissario del Direttorio, Louis Ghislain de Bouteville-Dumetz, terminò il suo lavoro il 20 gennaio 1797, dopodiché non rimase nessuna autorità belga comune. Gli austriaci rinunciarono ufficialmente alle loro pretese sull'area solo col Trattato di Campoformio. Il successivo impero napoleonico occupò l'area sino al 1815. Al Congresso di Vienna, i Paesi Bassi austriaci vennero riuniti in unione personale ai domini della Casa di Orange-Nassau.

## Elenco dei governatori dei Paesi Bassi austriaci (1716-1794)
- 1716-1724 Principe Eugenio di Savoia
  - 1724 Principe Wirich Philipp von Daun ad interim
- 1724-1741 Arciduchessa Maria Elisabetta d'Asburgo
- 1741-1744 Conte Federico Augusto di Harrach-Rohrau
- 1744 Arciduchessa Maria Anna d'Asburgo con
  - 1744-1780 Principe Carlo Alessandro di Lorena
- 1781-1793 Arciduchessa Maria Cristina d'Asburgo-Lorena e Duca Alberto di Sassonia-Teschen
- 1793-1794 Arciduca Carlo d'Austria-Teschen

### Elenco dei ministri plenipotenziari dei Paesi Bassi austriaci
- 1713–1714: Georg Freiherr Tunderfeld (interim)
- 1714–1716: Franz Sigismund Graf Thurn und Valsassina (interim)
- 1716–1716: Lothar Joseph Dominik von Königsegg-Rothenfels
- 1716–1724: Ercole Ludovico Turinetti di Priero
- 1725–1725: Wirich Philipp von Daun
- 1726–1732: Giulio Visconti Borromeo Arese
- 1732–1743: Friedrich August von Harrach-Rohrau
- 1743-1744: Karl Ferdinand von Königsegg-Erps
- 1744-1746: Wenzel Anton von Kaunitz-Rietberg
- 1748-1749: Károly Batthyány
- 1749-1753: Antoniotto Botta Adorno
- 1753-1770: Johann Karl Philipp Cobenzl
- 1770-1783: Georg Adam von Starhemberg
- 1783-1787: Ludovico di Belgiojoso
- 1787-1787: Joseph Jacob Murray de Melgum (ad interim)
- 1787-1789: Ferdinand von Trauttmansdorff
- 1789-1790: Johann Philipp von Cobenzl
- 1790-1792: Franz Georg Karl von Metternich
- 1792-1793: prima occupazione francese
- 1793-1794: Franz Georg Karl von Metternich